# Lecythium aerugineum
Lecythium aerugineum är en svampart som beskrevs av Zukal 1893. Lecythium aerugineum ingår i släktet Lecythium, klassen Sordariomycetes, divisionen sporsäcksvampar och riket svampar.   Inga underarter finns listade i Catalogue of Life.